# Sally Wainwright
Sally Anne Wainwright (Huddersfield, 1963) è una sceneggiatrice, produttrice televisiva e regista britannica.

## Biografia
Wainwright nacque nel 1963 a Huddersfield, West Yorkshire, da Harry Wainwright e Dorothy Crowther. Wainwright è cresciuta a Sowerby Bridge, dove frequentò la Triangle Church of England Primary School e la Sowerby Bridge High School. In seguito studiò lettere e letteratura inglese all'Università di York. Ha una sorella.
Wainwright disse che aveva sempre sempre voluto essere una sceneggiatrice e iniziò a scrivere quando aveva solo nove anni. Nel 1980, ancora sedicenne, vide un'opera intitolata Bastard Angel del drammaturgo Barrie Keeffe al Royal Shakespeare Company e ne fu profondamente interessata alle sue brevi frasi e all'approccio naturalistico al dialogo.
Mentre era all'Università di York, Wainwright portò un'opera originale chiamata Hanging On al Festival di Edimburgo e trovò un agente, Meg Davis, per il suo lavoro da sceneggiatrice. Nel frattempo, trovò impiego come autista di autobus. All'età di ventiquattro anni, lasciò il lavoro da autista e iniziò a sceneggiare per la soap opera di Radio 4 The Archers. Dal 1994 al 1999 scrisse per Coronation Street, sviluppando le sue capacità di scrittura. Allora affermava che scrivere per le soap opera fu «una grande educazione nella disciplina e una lezione che le grandi storie sono un duro lavoro». La sua mentore Kay Mellor, la incoraggiò a smettere di sceneggiare le soap e di concentrarsi invece sul lavoro originale. In seguito creò la serie televisiva At Home with the Braithwaites, riguardante una donna che vince segretamente alla lotteria. La serie fu candidata a diversi premi. Nel 2006 scrisse la serie drammatica Jane Hall, che descrive la vita di una donna autista di autobus a Londra. Wainwright attinse alla sua esperienza nella sceneggiatura della serie.
Nel 2009 vinse il premio di sceneggiatrice dell'anno consegnatole dalla Royal Television Society per la serie Unforgiven, la quale ottenne diversi premi tra cui miglior serie televisiva.
Nel 2011 creò con Diane Taylor Scott & Bailey, una serie su due agenti di polizia femminili. L'idea per la serie arrivò dalle attrici Suranne Jones e Sally Lindsay ma anche dall'ex ispettore investigativo Diane Taylor, che aiutò nel portare la serie in onda.
Wainwright basò la trama della sua serie Last Tango in Halifax sulla vita di sua madre, che rimase vedova nel 2001.
Entrambe la serie Last Tango in Halifax e Scott & Bailey furono rifiutate dalla BBC e dalla ITV prima di essere accettate retroattivamente. La prima vinse un BAFTA come miglior serie nel 2012 e Wainwright ricevette il premio come miglior sceneggiatrice.
Happy Valley, la quale fu girata nello Yorkshire settentrionale, nella Upper Calder Valley e Hebden Bridge, vide come protagonista Sarah Lancashire, la quale Wainwright ebbe in mente mentre scrisse il ruolo. Wainwright fece il suo debutto alla regia col quarto episodio della prima stagione. Wainwright dichiarò in precedenza che era disposta a scrivere una terza stagione di Happy Valley, ma fu impegnata con altri progetti, e nel 2016 il produttore Nicola Shindler indicò che la terza stagione non sarebbe andata in onda fino al 2018. Nel 2022 fu annunciato che la stagione avrebbe debuttato il 1º gennaio 2023.
Nel 2015 Wainwright diresse e scrisse un film TV per BBC One intitolato To Walk Invisible, che fu trasmesso l'anno seguente. Il soggetto sono le sorelle Brontë, in particolare il loro rapporto che, Anne, Emily e Charlotte, avevano con il loro fratello, Branwell. Mentre lavorava al film, Wainwright affermò «Sono entusiasta oltre misura che mi sia stato chiesto dalla BBC di dare vita a queste tre affascinanti, talentuose e intraprendenti donne dello Yorkshire.»
Nel 2019 Wainwright creò la serie biografica Gentleman Jack - Nessuna mi ha mai detto di no, basata sulla vita della proprietaria terriera dello Yorkshire del XIX secolo, diarista e aperta lesbica, Anne Lister, interpretata da Suranne Jones, e il suo corteggiamento Ann Walker, impersonata da Sophie Rundle, coprodotta da BBC e HBO.
Nel 2025 è l'ideatrice, sceneggiatrice e regista della miniserie Riot Women, girata e ambientata a Hebden Bridge, segue cinque donne che formano una band punk rock per partecipare ad un talent locale.

## Vita privata
Wainwright vive nello Oxfordshire ed è sposata con Ralph "Austin" Sherlaw-Johnson, un venditore di spartiti antichi, figlio del compositore, pianista e studioso musicale Robert Sherlaw Johnson. Hanno due figli e due gatti Maine Coon.
Nel 2016 Wainwright è stata nominata membro della Royal Television Society.

## Filmografia

### Sceneggiatrice
- Valle di luna (Emmerdale) – serial TV, 6 puntate (1990-1991)
- Children's Ward – serie TV (1992-1995)
- The House of Windsor – serie TV, episodio 1x03 (1994)
- Coronation Street – serial TV, 58 puntate (1994-1999)
- Revelations – serial TV, 5 puntate (1994-1995)
- Bad Girls – serie TV, episodio 1x08 (1999)
- Playing the Field – serie TV, 5 episodi (1999-2000)
- At Home with the Braithwaites – serie TV, 26 episodi (2000-2003)
- Sparkhouse, regia di Robin Shepperd – miniserie TV (2002)
- Canterbury Tales – serie TV, episodio 1x02 (2003)
- ShakespeaRe-Told: The Taming of the Shrew, regia di David Richards – film TV (2005)
- Jane Hall – serie TV, 6 episodi (2006)
- The Amazing Mrs Pritchard – serie TV, 5 episodi (2006)
- Dead Clever, regia di Dearbhla Walsh – film TV (2007)
- Bonkers – serie TV, episodio 1x01 (2007)
- Unforgiven, regia di David Evans – miniserie TV (2009)
- Scott & Bailey – serie TV, 33 episodi (2011-2016)
- Last Tango in Halifax – serie TV, 24 episodi (2012-2020)
- Happy Valley – serie TV, 18 episodi (2014-2023)
- To Walk Invisible, regia di Sally Wainwright – film TV (2016)
- Gentleman Jack - Nessuna mi ha mai detto di no (Gentleman Jack) – serie TV, 16 episodi (2019-2022)
- Nell - Rinnegata (Renegade Nell), regia di Ben Taylor, Amanda Brotchie, MJ Delaney – miniserie TV (2024)
- Riot Women, regia di Amanda Brotchie e Sally Wainwright – miniserie TV (2025)

### Produttrice
- At Home with the Braithwaites – serie TV (2000-2003)
- Sparkhouse, regia di Robin Shepperd – miniserie TV (2002)
- Jane Hall – serie TV, 6 episodi (2006)
- The Amazing Mrs Pritchard – serie TV, 2 episodi (2006)
- Unforgiven, regia di David Evans – miniserie TV (2009)
- Scott & Bailey – serie TV, 18 episodi (2011-2016)
- Last Tango in Halifax – serie TV, 24 episodi (2012-2020)
- Happy Valley – serie TV, 18 episodi (2014-2023)
- To Walk Invisible, regia di Sally Wainwright – film TV (2016)
- Gentleman Jack - Nessuna mi ha mai detto di no (Gentleman Jack) – serie TV, 16 episodi (2019-2022)
- The Unforgivable, regia di Nora Fingscheidt (2021)
- Nell - Rinnegata (Renegade Nell), regia di Ben Taylor, Amanda Brotchie, MJ Delaney – miniserie TV (2024)
- Riot Women, regia di Amanda Brotchie e Sally Wainwright – miniserie TV (2025)

### Regista
- Happy Valley – serie TV, 8 episodi (2014-2023)
- To Walk Invisible – film TV (2016)
- Gentleman Jack - Nessuna mi ha mai detto di no (Gentleman Jack) – serie TV, 4 episodi (2019)
- Riot Women – miniserie TV, 3 puntate (2025)